# Anthrenus vladimiri
Anthrenus vladimiri es una especie de escarabajo de piel del género Anthrenus, categorizada en la tribu Anthrenini, de la subfamilia Megatominae.

## Distribución
Se distribuye por África: Marruecos.

## Taxonomía
Fue descrita por Menier & Villemant en 1993.